# Meet5
Meet5 ist ein soziales Netzwerk, das vom gleichnamigen Unternehmen mit Sitz in Frankfurt am Main angeboten wird. Die Plattform ermöglicht Freizeittreffen in Deutschland, Österreich und der Schweiz sowie weiteren Ländern wie den Niederlanden, Frankreich, Belgien und Luxemburg. Im Fokus des Netzwerks steht die Altersgruppe 40+, die über Meet5 sowohl eigene Treffen organisieren als auch an bereits erstellten Treffen teilnehmen kann. Meet5 ist als mobile Anwendung für Android- und iOS-Geräte verfügbar. Ziel von Meet5 ist das Vernetzen von Menschen online, um das Kennenlernen offline auf der Grundlage ihrer Interessen bei gemeinsamen Aktivitäten zu ermöglichen.
Das Gründerteam von Meet5 setzt sich aus Lukas Reinhardt (CEO) und Kai Burghardt (CTO) zusammen, die im April 2017 mit dem Vorläufer Go Crush den Grundstein für Meet5 legten.

## Konzept
Die Community-Plattform Meet5 ermöglicht das Teilnehmen und Erstellen von Gruppentreffen im Rahmen nicht-gewerblicher oder politischer Freizeitaktivitäten. In rund 100 Städten finden über Meet5 regelmäßige Stammtische (Meet5-Wochentreff) statt, die von Paten aus der Community und dem Team betreut werden. Ebenfalls wöchentlich wird ein Online-Treffen für neue Nutzer organisiert. Die Schnittstelle zwischen Community und Mitarbeitenden bilden die von der Plattform ausgewählten Community Captains. Diese rund 850 besonders aktiven Mitglieder betreuen die verschiedenen Regionen und bauen vor Ort Communitys auf. So ermöglicht das Netzwerk den Aufbau von Kontakten in der realen Welt.

## Medienresonanz
Meet5 wurde mehrfach in überregionalen Medien thematisiert, insbesondere im Kontext von digitaler sozialer Teilhabe für Menschen ab 40 Jahren. Die Plattform wurde dabei als niedrigschwelliges Angebot zur Förderung von Begegnungen gegen Einsamkeit eingeordnet.
So stellte das ZDF-Mittagsmagazin Meet5 als eine App gegen Einsamkeit vor und hob das Konzept gemeinsamer Freizeitaktivitäten hervor. Auch das WDR-Verbrauchermagazin Markt präsentierte Meet5 in einem Beitrag zu sozialen Apps für ältere Zielgruppen. Der NDR berichtete im Rahmen der Reihe Die Nordreportage über Singleleben in Hamburg und bezog sich dabei auf Meet5 als Treffpunkt-Plattform. Weitere redaktionelle Erwähnungen stammen vom Bayerischen Rundfunk, der Meet5 im Kontext von Strategien gegen Einsamkeit zur Weihnachtszeit nannte, sowie vom Kompetenznetz Einsamkeit, das die Plattform als bundesweites Unterstützungsangebot listet. Auch das barrierefreie Nachrichtenportal Kobinet-Nachrichten führte Meet5 in einem Beitrag zu inklusiven Feiertagsaktionen auf.

## Finanzierung
Meet5 ist eine Freemium-Plattform und finanziert sich nach Unternehmensangaben ausschließlich über kostenpflichtige Abonnements, die zusätzliche Funktionen wie private Nachrichten und eine priorisierte Teilnahme an Treffen vorsehen.
Zu den Investoren der Plattform zählt unter anderem der ehemalige Geschäftsführer von Elitepartner, Jost Schwaner. Das Start-up konnte in insgesamt drei abgeschlossenen Finanzierungsrunden 1,8 Millionen Euro für die Plattform gewinnen.

## Daten und Fakten
Die Plattform verzeichnet laut Angaben des Unternehmens im Mai 2025 über 2 Mio. Mitglieder, darunter ca. 10 % zahlende Nutzer. Im selben Zeitraum finden nach Unternehmensangaben rund 35.000 Treffen pro Monat über die App statt. Das Durchschnittsalter der Community liegt bei 49 Jahren und ist mehrheitlich weiblich. Meet5 ist keine Dating-App und bezeichnet sich selbst als soziales Community-Netzwerk.

## Kritik
Die Nutzer-Bewertungen liegen im Mai 2025 bei 4,7 im App Store und 4,5 im Google Play Store. Positive Bewertungen heben oft die Ausrichtung des Angebots auf die Zielgruppe 40+ hervor. Rezensionen mit negativer Bewertung stehen meist im Zusammenhang mit nicht geleisteten oder erzwungenen Leistungen der Premiumfunktionen.